# Alexanderteknik
Alexanderteknik är en pedagogik med terapeutiska effekter som utvecklats av den tasmanske skådespelaren Frederick Matthias Alexander (1869–1955). Pedagogen lär ut hur man kan bli medveten om och förändra skadliga och mindre bra reaktionsmönster och vanor. Tekniken erbjuder ett konstruktivt, praktiskt förhållningssätt för att kunna hantera vardagliga situationer. Naturligt god hållning och koordinerat och balanserat rörelsemönster blir ofta effekten. Enligt Alexandertekniken har många av misstag vant sig vid ett felaktigt sätt att "använda sig själv". Eftersom det invanda mönstret efter hand känns mer riktigt än ett mer balanserat sätt att röra sig, krävs medvetna val och närvaro för att inte falla tillbaka i de invanda reaktionerna eller vanorna.
Metoden innebär att man får öva sig på att "stanna upp" och bli medveten om vanemönster i vardagliga aktiviteter som att sitta, stå, böja dig med mera. Man kan också arbeta med mer specifika önskemål, som att sjunga, skriva vid datorn, jonglera, dansa, göra qigong, dammsuga, spela ett instrument, putta eller svinga, serva i tennis, kasta pil, spela biljard etc. [källa behövs]
Genom att bli mer "närvarande" i det man gör, är det lättare att hejda vanemässiga reaktioner och välja ett bättre förhållningssätt i olika aktiviteter och situationer. När man förändrar sina tankar och attityder kommer även hållningen och rörelsemönstret att förändras. [källa behövs]
Teknikens upphovsman, Frederick Matthias Alexander, var en skådespelare som fick problem med rösten i början av sin karriär. Konventionella metoder hjälpte honom inte, och efter att ha observerat sig själv och sina vanor utvecklade han de principer som idag utgör Alexandertekniken. Med sin metod löste han sina röst- och andningsproblem. [källa behövs]